# Schuyler Otis Bland (Schiff)
| Schuyler Otis Bland AK-277          | Schuyler Otis Bland AK-277                       |
| ----------------------------------- | ------------------------------------------------ |
| USNS Schuyler Otis Bland (T-AK-277) |                                                  |
| Schiffsdaten                        |                                                  |
| Schiffstyp:                         | Turbinen-Stückgutschiff                          |
| Bauwerft:                           | Ingalls Shipbuilding Corp., Pascagoula, Missouri |
| Technische Daten                    |                                                  |
| Vermessung:                         | 8918 BRT ? NRT                                   |
| Tragfähigkeit:                      | 10.516 tdw                                       |
| Länge über alles:                   | 145,70 m                                         |
| Länge zwischen den Loten:           | 137,20 m                                         |
| Breite über alles:                  | 20,10 m                                          |
| Seitenhöhe:                         | ? m                                              |
| Max. Tiefgang:                      | ? m                                              |
| Antrieb                             |                                                  |
| Antrieb:                            | 1 × Getriebe-Dampfturbinen auf 1 Festpropeller   |
| Maschinenleistung:                  | PS                                               |
| Höchstgeschwindigkeit:              | 18,5 kn                                          |

Die Schuyler Otis Bland AK-277 ist das einzige Schiff der Baureihe C3-S-DX1 (Bland-Klasse).

## Geschichte
Die Schuyler Otis Bland wurde am 9. Mai 1950 auf der US-Werft Ingalls Shipbuilding Corporation in Pascagoula, Mississippi auf Kiel gelegt. Der Stapellauf erfolgte am 30. Januar 1951, die Fertigstellung am 26. Juli desselben Jahres. Schuyler Otis Bland war der Prototyp des C3-S-DX1-Entwurfs von dampfturbinengetriebenen Frachtschiffen der United States Maritime Commission (MACOM). Nach der Übernahme der MARCOM durch die United States Maritime Administration (MARAD) im Jahr 1950 wurde der Entwurf als C3-S-7a geführt. Das nach dem Kongressabgeordneten Schuyler Otis Bland benannte Schiff wurde 1951 in Betrieb genommen und war beim Bau eines der schnellsten Frachtschiffe weltweit. Trotzdem war sie mit ihrer Auslegung auf eine Geschwindigkeit von 18,5 Knoten um 1,5 bis 2 Knoten langsamer als die Nachfolgekonstruktion der Mariner-Klasse, welche schließlich statt der Bland-Klasse gebaut wurde.
Einziges Schiff der Klasse war die mit der Baunummer 458 vom Stapel gelaufene Schuyler Otis Bland. Nach der Übergabe an die Maritime Commission am 25. Juli 1951, wurde die Schuyler Otis Bland am folgenden Tag in Bareboat-Charter an die American President Lines abgeliefert. Nach zwei Reisen um die Welt wurde sie, einem General Agency-Übereinkommen folgend, an die Waterman Steam Ship Corp. weitergegeben. Schon am 25. Juli 1952 legte man den C-3 Frachter in der National Defense Reserve Fleet in Mobile auf. Von 1957 bis 1959 betrieb American Mail Line das Schiff als Ersatz für die in einem Nordpazifiksturm gesunkene Washington Mail. Ab Oktober 1959 wurde sie erneut aufgelegt, diesmal in der National Defense Reserve Fleet in Olympia, Washington. Am 4. August 1961 ging die Schuyler Otis Bland an die US-Navy, wo sie ab dem 28. August dem Military Sea Transport Service zugeordnet wurde. Sie verließ San Francisco am 28. September um Ladung nach Bangkok, Saigon, Manila, Kaohsiung und anderen pazifischen Häfen zu bringen. Bei diesen Reisen transportierte das Schiff auch das Entlaubungsmittel Agent Orange nach Japan und später nach Vietnam. Am 1. August 1970 wurde der Military Sea Transportation Service zum Military Sealift Command, der das jetzt USNS Schuyler Otis Bland (T-AK-277) benannte Schiff bis 1979 weiter dazu einsetzte, weltweit militärische Versorgungsgüter zu transportieren. Sie wurde 1979 ausgemustert, am 28. November 1979 zum Abbruch verkauft und im Winter desselben Jahres in Kaohsiung verschrottet.